# 沃爾納特格羅夫鎮區 (密蘇里州格林縣)
沃爾納特格羅夫鎮區（英語：Walnut Grove Township）是位於美國密蘇里州格林縣的一個行政鎮區。

## 地方資料
沃爾納特格羅夫鎮區的面積為74.86平方千米，皆為陸地。根據2020年美國人口普查的數據，當地共有人口1395人，而人口密度為每平方千米18.63人。